# ائتلاف العراق
ائتلاف العراق هو تحالف سياسي عراقي تأسس استعداداً للانتخابات التشريعية العراقية 2014، ويهدف إلى محاولة تغيير وتعديل التشريعات التي من شأنها التأثير في الاقتصاد العراقي. يرأس الائتلاف فاضل الدباس.